# Ari Shapiro
Ari Shapiro, né le 30 septembre 1978 à Fargo, au Dakota du Nord, est un journaliste et animateur de radio américain. Il anime depuis septembre 2015 l'émission de radio All Things Considered diffusée sur les stations du réseau NPR.